# Michał Chrapek
Michał Chrapek (Jaworzno, 3 aprile 1992) è un calciatore polacco, centrocampista del Piast Gliwice.

## Carriera

### Club

#### Gli inizi
Ha iniziato a giocare a calcio nella sua città natale, Jaworzno, per poi andare alle giovanili del Wisła Kraków. Nel 2009 firma il suo primo contratto da professionista con la squadra polacca, venendo schierato con regolarità nella formazione U-19. Esordisce a 17 anni in Ekstraklasa, subentrando a Wojciech Łobodziński all'92' del match vinto 1-0 contro lo Zagłębie Lubin.
Nella stagione 2011-2012 passa in prestito al Kolejarz Stroze accumulando 30 presenze e 3 reti, prima di fare ritorno a Cracovia. 

#### L'esplosione a Cracovia
Esordisce in campionato il 31 agosto nel match perso 1-3 contro il Polonia Warszawa, diventando ben presto un pezzo fondamentale nelle gerarchie della squadra. Proprio contro la squadra della capitale, al ritorno, sigla il suo primo gol nella massima serie con un tiro di destro che completa la rimonta dei suoi. Riconfermato anche nella stagione seguente, Chrapek gioca da titolare la maggior parte delle partite realizzando anche tre gol. Questo bottino non è tuttavia sufficiente al Wisła per centrare l'obiettivo Europa, visto che la Biała gwiazda si piazza quinta in classifica. 

#### L'approdo in italia
Il 13 giugno del 2014 viene acquistato a titolo definitivo dalla società italiana del Catania, con cui firma un contratto quadriennale. Esordisce in Sicilia il 17 agosto nel match di Coppa Italia contro il Südtirol, servendo anche un assist per il brasiliano Raphael Martinho. La stagione italiana regala alti e bassi a Chrapek, che realizza il suo primo gol in una trasferta contro il Livorno, gara terminata 4-2 per gli amaranto. A fine campionato esce dalle gerarchie degli etnei, e nelle ultime sette gare gioca appena venti minuti. 
Nonostante la retrocessione del Catania, Chrapek resta inizialmente all'ombra dell'Etna, giocando altre due partite nella Coppa Italia 2015-2016 prima di ufficializzare il suo ritorno in Polonia, stavolta con il Lechia Gdańsk.

#### Danzica, Wrocław e Gliwice
Sulla costa del Baltico resta per due stagioni, collezionando in totale trentadue gare condite da una rete. Il 1 luglio 2017 viene così annunciato il suo passaggio, per la cifra di 65.000 euro, allo Śląsk Wrocław. Esordisce con la nuova maglia il 16 luglio nella sconfitta in trasferta contro l'Arka Gdynia. Nel corso della stagione è più o meno titolare, e realizza anche una rete, contro il Pogon Szczecin, alla trentacinquesima giornata. 
Le successive due stagioni si rivelano ancor più positive, con Chrapek che diventa un perno del centrocampo dello Şląsk, arrivando a realizzare nel 2019-2020 addirittura cinque reti, suo record personale di marcature ad oggi. Alla fine del campionato, conclusosi con un soddisfacente quinto posto, rimane svincolato. 
Dopo aver passato l'intera estate 2020 senza squadra, il 10 ottobre arriva l'ufficialità del suo passaggio al Piast Gliwice.

### Nazionale
Ha giocato a livello internazionale per la Polonia a partire dall'Under-17 fino all'Under-21.

## Statistiche

### Presenze e reti nei club
Statistiche aggiornate al 12 agosto 2020.
| Stagione        | Squadra         | Campionato      | Campionato | Campionato | Coppe nazionali | Coppe nazionali | Coppe nazionali | Coppe continentali | Coppe continentali | Coppe continentali | Altre coppe | Altre coppe | Altre coppe | Totale | Totale |
| Stagione        | Squadra         | Comp            | Pres       | Reti       | Comp            | Pres            | Reti            | Comp               | Pres               | Reti               | Comp        | Pres        | Reti        | Pres   | Reti   |
| --------------- | --------------- | --------------- | ---------- | ---------- | --------------- | --------------- | --------------- | ------------------ | ------------------ | ------------------ | ----------- | ----------- | ----------- | ------ | ------ |
| 2009-2010       | Wisła Cracovia  | E               | 1          | 0          | PP              | 0               | 0               | UCL                | 0                  | 0                  | -           | -           | -           | 1      | 0      |
| 2010-2011       | Wisła Cracovia  | E               | 0          | 0          | PP              | 0               | 0               | UEL                | 0                  | 0                  | -           | -           | -           | 0      | 0      |
| 2011-2012       | Kolejarz Stróże | 1L              | 30         | 3          | PP              | 0               | 0               | -                  | -                  | -                  | -           | -           | -           | 30     | 3      |
| 2012-2013       | Wisła Cracovia  | E               | 25         | 4          | PP              | 3               | 0               | -                  | -                  | -                  | -           | -           | -           | 28     | 4      |
| 2013-2014       | Wisła Cracovia  | E               | 33         | 3          | PP              | 2               | 1               | -                  | -                  | -                  | -           | -           | -           | 35     | 4      |
| 2014-2015       | Catania         | B               | 21         | 1          | CI              | 2               | 0               | -                  | -                  | -                  | -           | -           | -           | 23     | 1      |
| lug.-ago.2015   | Catania         | C               | 0          | 0          | CI              | 2               | 0               | -                  | -                  | -                  | -           | -           | -           | 2      | 0      |
| ago. 2015-2016  | Lechia Danzica  | E               | 14         | 1          | PP              | 0               | 0               | -                  | -                  | -                  | -           | -           | -           | 14     | 1      |
| 2016-2017       | Lechia Danzica  | E               | 18         | 0          | PP              | 1               | 0               | -                  | -                  | -                  | -           | -           | -           | 19     | 0      |
| 2017-2018       | Śląsk Breslavia | E               | 31         | 1          | PP              | 0               | 0               | -                  | -                  | -                  | -           | -           | -           | 31     | 1      |
| 2018-2019       | Śląsk Breslavia | E               | 32         | 3          | PP              | 0               | 0               | -                  | -                  | -                  | -           | -           | -           | 32     | 3      |
| 2019-2020       | Śląsk Breslavia | E               | 32         | 5          | PP              | 1               | 0               | -                  | -                  | -                  | -           | -           | -           | 33     | 5      |
| 2020-2021       | Piast Gliwice   | E               | 0          | 0          | PP              | 0               | 0               | -                  | -                  | -                  | -           | -           | -           | 0      | 0      |
| Totale carriera | Totale carriera | Totale carriera | 237        | 21         |                 | 11              | 1               |                    | 0                  | 0                  |             | -           | -           | 248    | 22     |